# ロックライアード
株式会社ロックライアードは日本の芸能事務所。英文社名は「Rock Lyard Production」。1999年に株式会社スーエンターテイメントとして設立され、2003年に現社名となった。
通常の芸能事務所としての業務のほか、音楽やイメージビデオの制作・プロデュースも手がける。

## 所在地
〒150-0001 東京都渋谷区神宮前1-11-11 グリーンファンタジアビル603号F

## 役員
- 代表取締役社長 貞照高志

## 所属タレント
- 吉野公佳
- 大石菜穂
- 津田英佑（業務提携）
- 五十嵐はるみ

## 過去所属していたタレント
- 島田陽子
- 楠城華子